# Ali Shaheed Muhammad

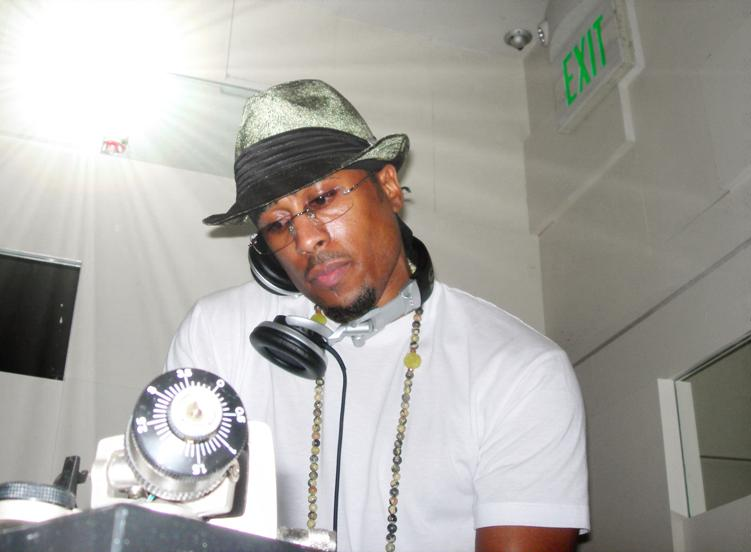
Ali Shaheed Muhammad; 2008

Ali Shaheed Muhammad (* 11. August 1970 in Brooklyn, New York City) ist ein US-amerikanischer DJ und Produzent aus dem Kreis der Native Tongues.

## Biografie
Mit acht Jahren begann er, auf Partys mit Mixern und Turntables zu experimentieren. 1985 gründete er zusammen mit Q-Tip und Phife Dawg die Alternative-Hip-Hop-Gruppe A Tribe Called Quest. Überdies zählte er zu dem 1996 gegründeten Produzentenkollektiv namens The Ummah.
Nachdem sich A Tribe Called Quest 1998 aus persönlichen Gründen aufgelöst hatte, rief Ali mit Raphael Saadiq und Dawn Robinson, einem ehemaligen Gesangsmitglied der Musikgruppe En Vogue, das R&B-Projekt Lucy Pearl ins Leben, was sich als erfolgreich herausstellte. Im gleichen Jahr hatte er einen Gastauftritt in der Chris Rock Show. Am 12. Oktober 2004 tat er es seinen Bandmitgliedern gleich und veröffentlichte ein Soloalbum mit dem Namen Shaheedullah and Stereotypes. Außerdem trat er 2007 auch als „Music Supervisor“ für das Drama Stomp the Yard hervor.
Muhammad legt seit 2020 mit Adrian Younge die Reihe Jazz Is Dead auf dem gleichnamigen Label vor; 2023 erschien Jazz Is Dead 16: Phil Ranelin & Wendell Harrison.

## Belege
1. ↑  A Tribe Called Quest. In: atribecalledquest.com. Abgerufen am 21. November 2016.